# Визи-стрит
Ви́зи-стрит (англ. Vesey Street) — улица в Нижнем Манхэттене, Нью-Йорк. До сооружения комплекса ВТЦ автомобильное движение на Визи-стрит было открыто на всём её протяжении от Бродвея до реки Гудзон. Ныне на улице имеется два пешеходных участка: между Ривер-Террас и Норт-Энд-авеню и между Черч- и Вест-стрит. На востоке Визи-стрит переходит в Энн-стрит.
Своё название улица получила в честь преподобного Уильяма Визи (англ. William Vesey), который был первым пастором церкви Троицы и служил в ней с 1697 по 1746 годы. Помимо этого Визи основал школу для рабов и индейцев; эта школа действует до сих пор и расположена на западной 91-й улице. На стыке XVIII и XIX веков благодаря своему удачному расположению — у реки и недалеко от центра города — Визи-стрит, как и прилегающие к ней улицы, снискала популярность у местных зажиточных торговцев.
После разрушения башен ВТЦ участок улицы, проходящий близ комплекса, был закрыт для автомобильного движения. 16 июля 2002 года на западной оконечности Визи-стрит был открыт мемориал голоду в Ирландии 1845—1849 годов. Среди других достопримечательностей, расположенных на улице — старое здание New York Evening Post и Верайзон-Билдинг, занесённые в Национальный реестр исторических мест США.
Ближайшей к Визи-стрит станцией метро является Всемирный торговый центр (E).

## Галерея
- Вид в восточном направлении на Мемориал голоду в Ирландии (слева) и строящийся Всемирный торговый центр 1 в феврале 2013 года
- Верайзон-Билдинг